# Złotki (Dziurów)
Złotki – część wsi Dziurów w Polsce, położona w województwie świętokrzyskim, w powiecie starachowickim, w gminie Brody.
W latach 1975–1998 Złotki administracyjnie należały do województwa kieleckiego.
Wierni Kościoła rzymskokatolickiego należą do parafii św. Stanisława w Dziurowie.